# Kaplica Czaszek w Kudowie-Zdroju

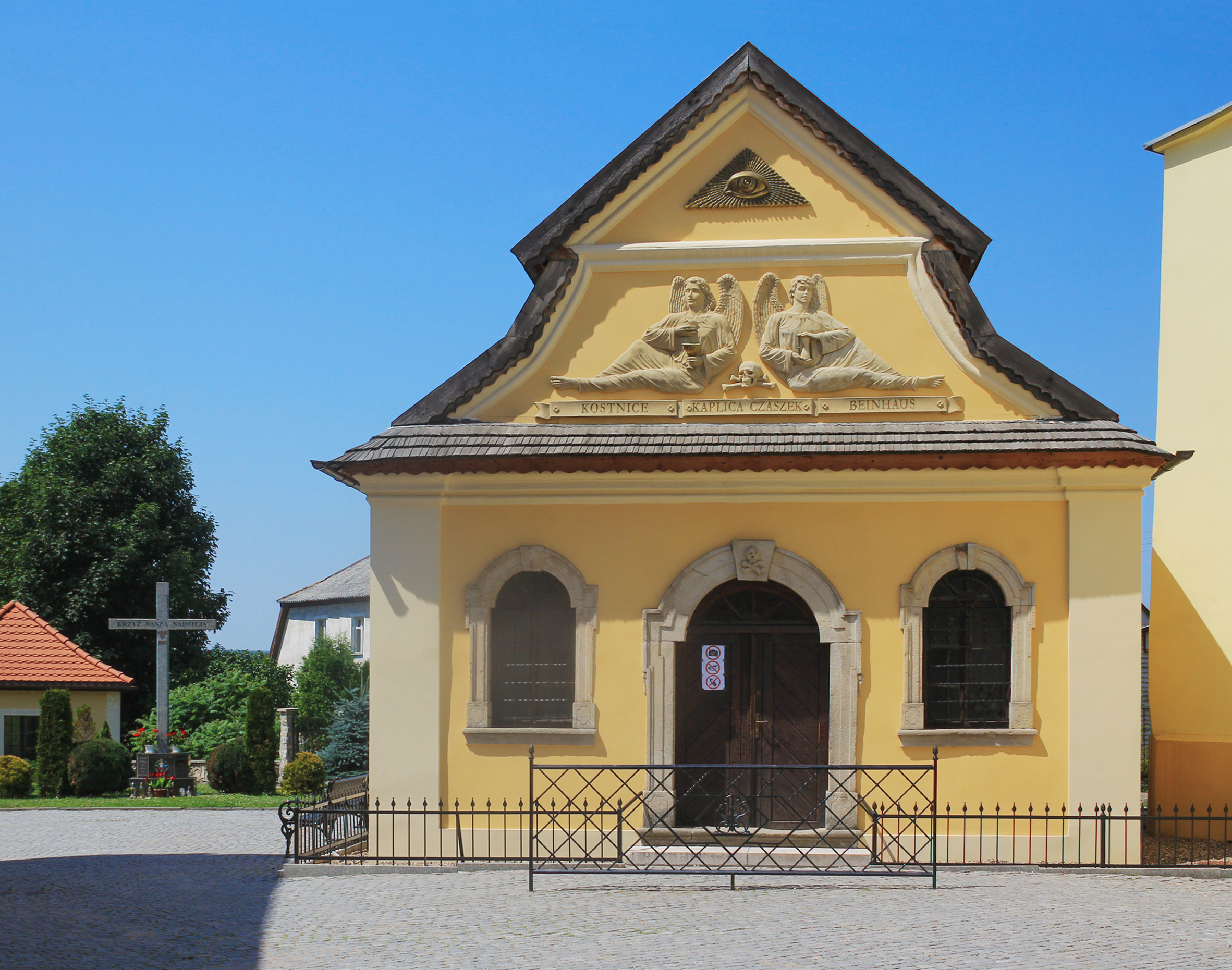
Kaplica od zewnątrz

Kaplica Czaszek – zabytek sakralny znajdujący się w Kudowie-Zdroju, w dzielnicy Czermna. Kaplica położona jest w odległości ok. 1 km od centrum Kudowy, w dolinie rzeki Czermnicy.

## Historia
Kaplicę zbudował w latach 1776–1784 ksiądz Wacław Tomaszek (czes. Václav Tomášek), z pochodzenia Czech, proboszcz parafii w Czermnej. W 1776 r. w skarpie koło dzwonnicy w pobliżu kościoła ksiądz Tomaszek zauważył ludzkie czaszki i kości. Wezwał grabarza J. Langera i kościelnego J. Schmidta. Razem zaczęli wygrzebywać znajdujące się płytko pod ziemią szczątki. Nie spodziewali się, że natrafią na tak dużą liczbę ludzkich kości. Były to kości ofiar wojen na ziemi kłodzkiej, prawdopodobnie z czasów wojny trzydziestoletniej, prusko-austriackiej i szerzących się po niej epidemiach cholery w XVII i XVIII w. oraz z wojny siedmioletniej (1756–1763). Szczątki te pochodziły głównie z obszaru dzisiejszego cmentarza parafialnego.
Ksiądz Tomaszek postanowił wydobyć wszystkie szczątki. Polecił grabarzowi i kościelnemu oczyścić, wybielić kości wraz z czaszkami i zgromadzić w kaplicy. Ten fakt oraz doznany wstrząs podczas zwiedzania w 1775 r. katakumb w Rzymie zrodził pomysł wybudowania kaplicy ossuarium. Budowę kaplicy wspomaganą przez Leopolda von Leslie rozpoczęto w 1776 r. Po wybudowaniu kaplicy ks. Tomaszek z grabarzem Langerem przez blisko 20 lat zbierali w rejonie Kudowy, Dusznik i Polanicy ludzkie szczątki i gromadzili je. Prace przy wystroju kaplicy trwały do 1804 r. Przejęci spotkaniem z przemijalnością świata i śmierci, ks. Tomaszek i grabarz Langer postanowili, aby 20 lat po śmierci ich szczątki też spoczęły w tym miejscu. Ks. Tomaszek zmarł w 1804 r.

## Architektura
Niewielka barokowa kaplica murowana posadowiona na podstawie kwadratu, usytuowana została pomiędzy kościołem św. Bartłomieja a wolnostojącą dzwonnicą. Ściany i sklepienie wnętrza kaplicy pokrywa ok. 3 tys. ciasno ułożonych czaszek i kości ludzkich, ofiar wojen oraz epidemii chorób zakaźnych. Dalsze 20–30 tys. szczątków leży w krypcie pod kaplicą. Na ścianie głównej znajduje się niewielki skromny ołtarz z barokowym krucyfiksem, na którym leżą ciekawsze okazy czaszek. Wśród kości udowych i czaszek ułożonych warstwami przy ścianach kaplicy znajdują się dwie drewniane rzeźby aniołów, jeden z trąbką i napisem łacińskim „Powstańcie z martwych”, drugi z wagą i napisem łacińskim „Pójdźcie pod sąd”. Przed wejściem stoi pomnik z trójjęzycznym napisem po niemiecku, czesku i polsku: „Ofiarom wojen ku upamiętnieniu, a żywym ku przestrodze 1914”.
W kaplicy eksponowane są czaszki: grabarza Langera, sołtysa Czermnej i jego żony, czaszka Tatara (świadczy o tym jej anatomia), czaszka ze zmianami chorobowymi oraz kość udowa człowieka o wzroście ok. 2 metrów (prawdopodobnie Szweda), źle zrośnięta kość kończyny. Ślady kul nosi czaszka sołtysa Martinca, który w czasie wojny siedmioletniej (1756–1763) został rozstrzelany przez Prusaków za to, że przeprowadzał wojska austriackie przez Błędne Skały. Jego żona zginęła od ciosu ostrym narzędziem (ślad na czaszce), próbując zasłonić męża własnym ciałem.